# 史迪·英格·邦尼拜
史迪·英格·邦尼拜（挪威語：Stig Inge Bjørnebye，1969年12月11日—），是一名挪威足球領隊及前足球員。邦尼拜曾在挪威、英格蘭和丹麥的球會效力，其中最著名的是利物浦和布力般流浪。他最理想的位置是左閘，並一直穩佔著球會和國家隊的正選位置。2003年，邦尼拜被任命為挪威助教。三年後他辭去國家隊助教一職後轉為接替湯姆·洛達拉出任史達的領隊。
對球會和國家隊來說，邦尼拜被認為是在側翼作出精確傳送的球員，而且他被形容為一名防守穩固及不會做出愚蠢事情的後衛，他的足球生涯長達16年，直到他在2003年3月因傷退役。邦尼拜代表挪威隊一共上陣了75場賽事並且攻入1球，他亦上陣了超過140場英超賽事。
邦尼拜出生於埃爾沃呂姆，他的父親祖·英格·邦尼拜曾參加1972年冬季奧運會。邦尼拜童年時曾有意仿效其父親成為一名跳台滑雪手。

## 球會生涯
邦尼拜的足球生涯在家鄉球會埃爾沃呂姆IL以青年球員的身份展開。1980年代後期，他轉投了史托曼。1989年，邦尼拜加盟了廣士雲格並成為了正選球員。1992年，他成為了洛辛堡的一員，邦尼拜加盟的首季，球會奪得了聯賽冠軍，而他更在挪威盃決賽對利尼史特朗的賽事中攻入1球，協助球會奪得冠軍。
邦尼拜的表現除了使得挪威隊將他列入挪威國腳之外，亦吸引到時任利物浦的領隊格林美·桑拿士的注意，並隨即以60萬英鎊買入當時僅效力了洛辛堡約一年的邦尼拜，以填補離隊的大衛·伯勞斯的位置。邦尼拜在對高雲地利的賽事中首次代表利物浦亮相，然而不幸的是球會最終以1-5不敵對手。最初，邦尼拜難以適應英超比賽，導致很多球迷對於他在球場上的表現產生疑問，使他最終在1994年被外借回洛辛堡。
1994/95球季，邦尼拜在領隊萊·伊雲斯麾下比以前更成功，他取代了原左閘朱利安·迪斯獲得了正選位置，並在1995年聯賽盃決賽對保頓的賽事中起到重要的作用，協助球會以2-1擊敗對手而奪冠。隨後，邦尼拜在對修咸頓的賽事中腿部骨折而缺席餘下賽季，其位置則被史提夫·克尼斯所取代。
由於邦尼拜數個月未能上陣，使到他在1995/96球季僅代表利物浦上陣兩場。隨著他的傷患康復及其他左閘受傷後，邦尼拜在1996/97球季取回正選位置並在對米杜士堡的賽事中攻入其加盟以來的首球。利物浦引入了兩名前鋒史坦·哥利摩亞和羅比·科拿後，成為自英超成立以來最具說服力去挑戰冠軍的球會，而邦尼拜則以其精確的傳送來作出貢獻。邦尼拜最終與隊友史提夫·麥馬拿文和馬克·胡禮獲選為PFA年度最佳陣容。1998/99球季，史提夫·史當頓和熱拉爾·侯利亞的來投，減少了邦尼拜正選上陣的機會，令到他被邊緣化。邦尼拜經常表明他決心於這個賽季裡留在利物浦，並對此說道：「如果我沒有在希望裡作出任何奮鬥，我至少已經離開利物浦三次了。
由於邦尼拜未能取代史提夫·史當頓和多明尼·馬迪奧的位置，所以他在2000年同意以外借形式加盟丹麥冠軍邦比。2000年歐洲國家盃後，邦尼拜決定正式離開利物浦並同意以30萬英鎊的身價轉投布力般流浪與前領隊格林美·桑拿士故劍重逢。邦尼拜加盟的第一年便協助球會升班英超，期間他攻入了一球。布力般流浪在聯賽盃決賽對熱刺的賽事中以2-1擊對手而奪冠，而這亦是邦尼拜的最後一個獎項。杯賽勝利後，邦尼拜接二連三的傷患，使他的球員生涯中斷了甚至最終要退役。2002/03球季季前，邦尼拜在訓練中意外眼窩骨折，他抱怨自己有重影的情況，接受手術後，他缺陣了七個月。2002年12月，布力般流浪在禾靈頓杯對韋根的賽事進行期間，正於挪威養傷的邦尼拜傷患進一步惡化，他需要接受緊急手術以避免腳部截肢。2003年11月，邦尼拜對外宣佈退役。時任布力般流浪領隊格林美·桑拿士對他退役表示道：
這是非常難過的一天，很難更糟了。據我所知，因為史迪是一名表現得非常專注和十分完美的足球員。
他是我合作過最好的足球員。我不可能說出比他更好的人，他是一個模範和最佳人選。

史迪有一個美好的職業生涯，他因在訓練場上的奇怪意外令他退役，對他來說，這是一種極大的恥辱，他認為自己的生涯不應就此結束。

## 國際賽生涯
邦尼拜合共代表了挪威上陣了75場賽事並在1993年對美國的友賽中攻入一球。他在年青的時候已經代表國家隊出戰，他曾是挪威U21和挪威B隊的成員。1989年，邦尼拜在對奧地利的賽事中首次代表挪威隊上陣。邦尼拜在帶領挪威隊達8年的艾吉爾·奧臣麾下，上陣了其大部分國家隊賽事。艾吉爾·奧臣領軍下，挪威隊是採用以身高作為條件的長傳戰術。邦尼拜是主要策動長傳戰術的球員，將球長傳予祖斯汀·費奧，這便是在挪威家傳戶曉的費奧傳送。雖然挪威隊長期使用長傳戰術和防守至上的打法備受批評，不過艾吉爾·奧臣卻先後帶領挪威隊取得了1994年世界盃和1998年世界盃的參賽資格，而邦尼拜亦有參與這兩次的世界盃賽事，合共上陣了7場。
1998年世界盃後，邦尼拜決定退出國家隊，打算把焦點放在他的家庭上。其後，由於他被時任挪威隊領隊所說服，他出人意料地推翻自己的決定並參加了2000年歐洲國家盃。邦尼拜並沒有在首場小組賽以1-0不敵西班牙的賽事中上陣，而是在小組賽第二場對南斯拉夫的賽事中上陣，他於35分鐘入替利物浦隊友韋格·希金。其後，邦尼拜保持著上陣機會並在對斯洛文尼亞的賽事中上陣，雙方最終以0-0打成平手，挪威隊亦因此被淘汰。2000年10月，他在世界盃外圍賽對威爾士的賽事中最後一次代表挪威隊上陣。截至2007年，邦尼拜是挪威隊目為止第9位上陣次數最多的球員。

## 退役後和個人生活
邦尼拜退役後被挪威足協任命為挪威隊助教。在這之前，英格蘭媒體報導說邦尼拜會留在布力般流浪成為球探。2006年，他辭任助教一職轉為擔任史達的領隊。他的首季成功很快到來，球會得以在歐洲比賽而邦尼拜則成為年度賺錢最多的教練，他的紀錄前保持者收入近700萬克朗。2007年9月，邦尼拜由於一連串惡劣的戰續使到球會處於從挪超降班的邊緣而遭到會方解僱。他的位置由瑞典領隊賓尼·連拿厄臣接任，不過他亦不能維持史達的超聯地位，球會最終降級至次一等的聯賽作賽。
邦尼拜與拜亞臣的前手球員海格·弗勒塞特結婚並育有三名孩子。

## 榮譽
- 1992 挪超冠軍—洛辛堡
- 1992 挪威盃—洛辛堡
- 1994 挪超冠軍—洛辛堡
- 1994–95 聯賽盃—利物浦
- 2001–02 聯賽盃—布力般流浪

## 外部連結
- （丹麦文）球員數據